# Sherifuria haningtoni
Sherifuria haningtoni är en insektsart som beskrevs av Boris Petrovich Uvarov 1926. Sherifuria haningtoni ingår i släktet Sherifuria och familjen gräshoppor. Inga underarter finns listade i Catalogue of Life.